# Olympische Winterspiele 2014/Nordische Kombination – Team Großschanze/4 × 5 km
Der Team-Wettkampf Team Großschanze/4 × 5 km in der Nordischen Kombination bei den Olympischen Winterspielen 2014 fand am 20. Februar statt.

## Ergebnisse

### Skispringen
12:00 Uhr
| Rang | #  | Nation                                                                          | Weite (m)               | Punkte                        | Defizit (min) |
| ---- | -- | ------------------------------------------------------------------------------- | ----------------------- | ----------------------------- | ------------- |
| 1    | 9  | Deutschland Fabian Rießle Björn Kircheisen Johannes Rydzek Eric Frenzel         | 126,5 131,0 130,0 129,0 | 481,7 117,0 120,8 121,9 122,0 | —             |
| 2    | 8  | Österreich Lukas Klapfer Christoph Bieler Mario Stecher Bernhard Gruber         | 126,0 133,0 132,5 122,0 | 476,3 114,8 126,7 125,3 109,5 | +0:07         |
| 3    | 10 | Norwegen Magnus Moan Magnus Krog Jørgen Graabak Håvard Klemetsen                | 125,5 124,5 123,0 137,5 | 462,8 114,8 107,4 110,4 130,2 | +0:25         |
| 4    | 7  | Frankreich Maxime Laheurte Sébastien Lacroix François Braud Jason Lamy Chappuis | 121,5 130,0 129,5       | 455,2 106,3 108,4 120,0 120,5 | +0:35         |
| 5    | 2  | Tschechien Tomáš Portyk Tomáš Slavík Miroslav Dvořák Pavel Churavý              | 124,0 119,5 124,0 125,5 | 440,0 113,9 104,2 111,9 110,0 | +0:56         |
| 6    | 6  | Japan Akito Watabe Yūsuke Minato Hideaki Nagai Yoshito Watabe                   | 128,0 110,5 123,5 126,0 | 433,3 120,9 90,2 108,2 114,0  | +1:05         |
| 7    | 1  | Russland Ernest Jachin Nijas Nabejew Iwan Panin Jewgeni Klimow                  | 116,5 121,0 118,5 130,5 | 426,2 96,0 105,0 101,5 123,7  | +1:14         |
| 8    | 5  | Vereinigte Staaten Todd Lodwick Taylor Fletcher Bill Demong Bryan Fletcher      | 116,5 112,5 121,5 115,0 | 397,6 99,9 92,5 108,0 97,2    | +1:52         |
| 9    | 4  | Italien Armin Bauer Lukas Runggaldier Samuel Costa Alessandro Pittin            | 112,0 110,5 120,0 116,5 | 383,9 88,7 106,3 100,2        | +2:10         |
|      | 3  | Finnland Ilkka Herola Mikke Leinonen Janne Ryynänen Eetu Vähäsöyrinki           | DNS                     | DNS                           | DNS           |

### Skilanglauf
15:00 Uhr
| Rang | # | Nation                                                                          | Defizit beim Start (min) | Laufzeiten (min)                        | Rang | Defizit im Ziel (min) |
| ---- | - | ------------------------------------------------------------------------------- | ------------------------ | --------------------------------------- | ---- | --------------------- |
| 1    | 3 | Norwegen Magnus Moan Håvard Klemetsen Magnus Krog Jørgen Graabak                | 0:25                     | 46:48,5 11:22,9 11:45,8 11:42,6 11:57,2 | 1    | —                     |
| 2    | 1 | Deutschland Eric Frenzel Björn Kircheisen Johannes Rydzek Fabian Rießle         | 0:00                     | 47:13,8 11:48,2 11:45,9 11:42,6 11:57,1 | 3    | +0:00,3               |
| 3    | 2 | Österreich Lukas Klapfer Christoph Bieler Bernhard Gruber Mario Stecher         | 0:07                     | 47:09,9 11:40,5 11:47,1 11:43,4 11:58,9 | 2    | +0:03,4               |
| 4    | 4 | Frankreich Sébastien Lacroix François Braud Maxime Laheurte Jason Lamy Chappuis | 0:35                     | 47:51,3 11:42,2 11:53,6 12:23,3 11:52,2 | 6    | +1:12,8               |
| 5    | 6 | Japan Hideaki Nagai Yūsuke Minato Yoshito Watabe Akito Watabe                   | 1:05                     | 47:25,6 12:00,5 11:37,4 12:14,3 11:33,4 | 4    | +1:17,1               |
| 6    | 8 | Vereinigte Staaten Bryan Fletcher Todd Lodwick Taylor Fletcher Bill Demong      | 1:52                     | 47:43,1 11:52,6 12:37,2 11:38,9 11:34,4 | 5    | +2:21,6               |
| 7    | 5 | Tschechien Pavel Churavý Tomáš Slavík Miroslav Dvořák Tomáš Portyk              | 0:56                     | 48:40,1 12:15,0 12:19,3 11:56,2 12:09,6 | 8    | +2:22,6               |
| 8    | 9 | Italien Lukas Runggaldier Armin Bauer Samuel Costa Alessandro Pittin            | 2:10                     | 47:54,7 12:06,0 11:44,1 12:00,9 12:03,7 | 7    | +2:51,2               |
| 9    | 7 | Russland Jewgeni Klimow Nijas Nabejew Ernest Jachin Iwan Panin                  | 1:14                     | 51:35,8 13:02,8 12:47,8 12:38,3 13:06,9 | 9    | +5:36,3               |